# Aeroporto Internacional de Belfast
O Aeroporto Internacional de Belfast (em inglês: Belfast International Airport) (IATA: BFS, ICAO: EGAA) é um aeroporto internacional na cidade de Aldergrove, que serve principalmente a cidade de Belfast, capital da Irlanda do Norte, no Reino Unido, é o aeroporto mais movimentado da Irlanda do Norte e o segundo da ilha da Irlanda com mais de 4,4 milhões de passageiros por ano. É o segundo aeroporto que serve a cidade, o outro é o Aeroporto da Cidade de Belfast George Best que opera voos doméstico.